# フレデリック・サムナー・ブラケット
フレデリック・サムナー・ブラケット（Frederick Sumner Brackett, 1896年8月1日 - 1988年1月28日）は、アメリカ合衆国の物理学者。専門は分光学。出生地はカリフォルニア州クレアモント。1922年から1927年までカリフォルニア大学バークレー校で教鞭を執り、1936年からアメリカ国立衛生研究所で生物物理学部門の部長を務めた。
1922年に水素原子の線スペクトルの遠赤外線領域を表す、ブラケット系列を発見した。ブラケットという月のクレーターも、彼の名前に由来している。